# 10310 Делакруа
10310 Делакруа (10310 Delacroix) — астероїд головного поясу, відкритий 16 серпня 1990 року.
Тіссеранів параметр щодо Юпітера — 3,554.